# 발렌틴 라이체프
발렌틴 라이체프 란겔로프(불가리아어: Валентин Райчев Рангелов, 1958년 9월 20일~)는 불가리아의 레슬링 선수로 1980년 하계 올림픽 자유형 웰터급 금메달을 획득했다.

## 경력
소피아에서 태어난 라이체프는 10대 시절에 레슬링을 시작했다. 불가리아 명문 스포츠 클럽인 레프스키 소피아에 입단했으며, 그 팀에서 전문적인 레슬링 선수가 되었다. 1977년에 주니어 국가대표 선수로 발탁되었고, 그 해에 미국 라스베이거스에서 열린 1977년 세계 주니어 선수권 대회에서 5위를 기록했다. 이듬해인 1978년에는 핀란드 오울루에서 열린 1978년 유럽 주니어 선수권 대회에서는 4위를 기록했다.
1979년에 처음으로 성인 국가대표로 발탁되었으며, 그 해 5월에 자국 얌볼에서 열린 1979년 발칸 경기 대회에서 튀르키예의 네즈미 겐찰프를 꺾고 금메달을 획득했다. 같은 해 8월에 몽골의 울란바토르에서 열린 1979년 세계 주니어 선수권 대회에서 소련의 유리 보로비예프의 뒤를 이어 준우승을 차지했다. 
이듬해인 1980년에는 기존의 불가리아 자유형 웰터급 A대표 선수였던 알렉산더르 네네프를 밀어 내고 올림픽 국가대표로 발탁되어 7월는 소련의 모스크바에서 열린 1980년 하계 올림픽에 참가했다. 당시 모스크바 올림픽에는 보이콧으로 인해 자유형 레슬링 웰터급의 강력한 우승 후보인 미국의 리로이 켐프와 서독의 마르틴 크노스프가 불참했기 때문에 유력한 입상 후보로 꼽혔다. 그는 첫 상대인 오스트리아의 바르톨로메우스 브뢰츠너를 시작으로 이탈리아의 리카르도 니콜리니, 동독의 라인홀트 슈타인그레버, 인도의 라진데르 싱, 폴란드의 리샤르트 시치갈스키, 1976년 올림픽 금메달리스트인 소련의 파벨 피니긴까지 모두 꺾으며 결승 라운드에 진출했다. 올림픽 결승 라운드에서도 몽골의 잠칭 다바자브와 체코슬로바키아의 단 카라빈을 모두 꺾으며 금메달을 획득했다. 같은 해 12월에는 일본 나고야에서 열린 슈퍼 챔피언십 대회에서 미국의 켐프의 뒤를 이어 2위에 올랐다.
1981년 4월 폴란드의 우치에서 열린 1981년 유럽 선수권 대회에서 소련의 옐브루스 코로예프의 뒤를 이어 은메달을 획득했고 같은 해 9월에는 유고슬라비아 스코페에서 열린 1981년 세계 선수권 대회에 참가하여 결승까지 올랐으며, 결승에서 서독의 크노스프에게 2-7로 패해 은메달을 획득했다. 이 대회 이후 23세의 나이로 국제 대회에서 은퇴했다.
은퇴 후에는 레프스키 소피아와 불가리아 국가대표 코치를 맡았으며, 1990년부터 1992년까지 프랑스 레슬링 국가대표 코치를 맡았다. 현재 코스틴브로트에서 개인 사업체를 운영하고 있다.